# عزلة طور الباحة

تعديل مصدري - تعديل

عزلة طور الباحة، هي إحدى عزل مديرية طور الباحة التابعة لمحافظة لحج، بلغ تعداد سكانها 47392 نسمة حسب تعداد اليمن لعام 2004، يتبعها حوالي 340 تجمع سكاني (قرية ومحلة).